# Bytecode (Java)
El bytecode de Java és el tipus d'instruccions que la Màquina Virtual Java executa. Cada instrucció de bytecode té una longitud d'un byte (d'aquí el nom) de manera que el nombre de bytecodes que poden existir és de 256, i així i tot, no tots són usats. De fet, Sun Microsystems, els creadors originals del llenguatge Java, la Màquina Virtual Java i d'altres components de l'entorn d'execució de Java, han establert un nombre de valors a quedar permanentment sense implementar. A sota hi ha els bytecodes.
Un programador de Java no necessita ni entendre el bytecode. Tanmateix, com va suggerir la publicació d'IBM developerWorks, «Entendre bytecode i saber quin bytecode és probable que el compilador generi, ajuda el programador de la mateixa manera que el coneixement d'ensamblador ajuda els programadors de llenguatge C o C++».
És possible escriure bytecode a mà.